# Championnat du Luxembourg de football 2001-2002
Navigation
Saison précédente Saison suivante
La saison 2001-2002 du Championnat du Luxembourg de football est la 88e édition du championnat de première division au Luxembourg. Les 12 meilleurs clubs du pays se retrouvent au sein d'une poule unique, la Division Nationale, où ils s'affrontent deux fois, à domicile et à l'extérieur. À l'issue du championnat, les quatre premiers disputent une poule pour le titre tandis que les huit derniers disputent la phase de relégation : les huit clubs sont répartis en deux poules de quatre et se rencontrent deux fois, le dernier de chaque poule est relégué en D2. 
C'est le F91 Dudelange, double champion en titre, qui remporte la compétition en terminant 2e de la première phase puis en tête de la poule pour le titre. C'est le 3e titre de champion du Luxembourg de l'histoire du club. La surprise vient des clubs relégués en D2 puisqu'il s'agit d'Etzella Ettelbruck, 4e du dernier championnat et tenant de la Coupe du Luxembourg et du CS Hobscheid qui avait terminé sur le podium l'année précédente.

## Les 12 clubs participants
| - F91 Dudelange - CS Grevenmacher - Etzella Ettelbruck - CS Hobscheid - Sporting Mertzig - Jeunesse d'Esch | - Union Luxembourg - US Rumelange - Swift Hesperange - Promu de Promotion d'Honneur - FC Avenir Beggen - FC Mondercange - Progrès Niedercorn - Promu de Promotion d'Honneur |

## Compétition

### Première phase
Le barème utilisé pour établir le classement est le suivant :
- Victoire : 3 points
- Match nul : 1 point
- Défaite : 0 point

| Rang | Équipe                 | Pts | J  | G  | N | P  | Bp | Bc | Diff |
| ---- | ---------------------- | --- | -- | -- | - | -- | -- | -- | ---- |
| 1    | CS Grevenmacher        | 51  | 22 | 15 | 6 | 1  | 45 | 14 | +31  |
| 2    | F91 Dudelange (T)      | 50  | 22 | 15 | 5 | 2  | 56 | 18 | +38  |
| 3    | Jeunesse d'Esch        | 41  | 22 | 12 | 5 | 5  | 38 | 22 | +16  |
| 4    | Union Luxembourg       | 37  | 22 | 11 | 4 | 7  | 38 | 35 | +3   |
| 5    | FC Mondercange         | 33  | 22 | 10 | 3 | 9  | 42 | 39 | +3   |
| 6    | Swift Hesperange (P)   | 30  | 22 | 8  | 6 | 8  | 44 | 37 | +7   |
| 7    | FC Avenir Beggen       | 26  | 22 | 6  | 8 | 8  | 30 | 39 | -9   |
| 8    | Sporting Mertzig       | 24  | 22 | 6  | 6 | 10 | 24 | 41 | -17  |
| 9    | US Rumelange           | 20  | 22 | 4  | 8 | 10 | 28 | 42 | -14  |
| 10   | Progrès Niedercorn (P) | 20  | 22 | 5  | 5 | 12 | 29 | 51 | -22  |
| 11   | CS Hobscheid           | 18  | 22 | 4  | 6 | 12 | 34 | 52 | -18  |
| 12   | Etzella Ettelbruck     | 13  | 22 | 3  | 4 | 15 | 33 | 51 | -18  |

|  | Qualification pour la poule pour le titre              |
|  | Participation à la poule de relégation                 |
|  | (T) : Tenant du titre (P) : Promu de deuxième division |

### Deuxième phase

#### Poule pour le titre
Les 4 premiers du classement à l'issue de la première phase se disputent le titre national. Les formations rencontrent à nouveau 2 fois leurs adversaires, à domicile et à l'extérieur, en démarrant cette deuxième phase avec la totalité des points acquis en première phase.
| Rang | Équipe            | Pts | J  | G  | N | P | Bp | Bc | Diff |
| ---- | ----------------- | --- | -- | -- | - | - | -- | -- | ---- |
| 1    | F91 Dudelange (T) | 62  | 28 | 19 | 5 | 4 | 64 | 23 | +41  |
| 2    | CS Grevenmacher   | 58  | 28 | 17 | 7 | 4 | 52 | 22 | +30  |
| 3    | Union Luxembourg  | 47  | 28 | 14 | 5 | 9 | 42 | 39 | +3   |
| 4    | Jeunesse d'Esch   | 46  | 28 | 13 | 7 | 8 | 45 | 31 | +14  |

|  | Qualification pour la Ligue des clubs champions 2002-2003                                        |
|  | Qualification pour la Coupe UEFA 2002-2003                                                       |
|  | Qualification pour la Coupe Intertoto 2002                                                       |
|  | (T) : Tenant du titre (C) : Vainqueur de la Coupe du Luxembourg (P) : Promu de deuxième division |

#### Poules de relégation
Les 8 autres clubs, non concernés par la poule pour le titre, disputent les poules de relégation. Répartis en 2 poules de 4, ils rencontrent 2 fois (à domicile et à l'extérieur) les 3 autres équipes de la poule. Le dernier club de chaque poule est directement relégué en Division d'Honneur.

##### Poule 1
| Rang | Équipe               | Pts | J  | G  | N  | P  | Bp | Bc | Diff |
| ---- | -------------------- | --- | -- | -- | -- | -- | -- | -- | ---- |
| 1    | FC Mondercange       | 41  | 28 | 12 | 5  | 11 | 53 | 51 | +2   |
| 2    | US Rumelange         | 32  | 28 | 8  | 8  | 12 | 47 | 55 | -8   |
| 3    | FC Avenir Beggen (C) | 32  | 28 | 7  | 11 | 10 | 40 | 50 | -10  |
| 4    | CS Hobscheid         | 25  | 28 | 6  | 7  | 15 | 44 | 66 | -22  |

|  | Qualification pour la Coupe UEFA 2002-2003                                 |
|  | Relégation en Promotion d'Honneur                                          |
|  | (P) : Promu de deuxième division (C) : Vainqueur de la Coupe du Luxembourg |

##### Poule 2
| Rang | Équipe                 | Pts | J  | G  | N | P  | Bp | Bc | Diff |
| ---- | ---------------------- | --- | -- | -- | - | -- | -- | -- | ---- |
| 1    | Swift Hesperange (P)   | 36  | 28 | 10 | 6 | 12 | 56 | 47 | +9   |
| 2    | Sporting Mertzig       | 34  | 28 | 9  | 7 | 12 | 33 | 50 | -17  |
| 3    | Progrès Niedercorn (P) | 28  | 28 | 7  | 7 | 14 | 38 | 62 | -24  |
| 4    | Etzella Ettelbruck     | 23  | 28 | 6  | 5 | 17 | 47 | 65 | -18  |

|  | Relégation en Promotion d'Honneur |
|  | (P) : Promu de deuxième division  |

## Bilan de la saison
| Championnat du Luxembourg de football 2001-2002                 |                          |
| Champion                                                        | F91 Dudelange (3e titre) |
| Coupes et trophées                                              |                          |
| Vainqueur de la Coupe du Luxembourg 2001-2002                   | FC Avenir Beggen         |
| Qualifications continentales                                    |                          |
| Ligue des clubs champions 2002-2003 (1er tour de qualification) | F91 Dudelange            |
| Coupe UEFA 2002-2003                                            | FC Avenir Beggen         |
| Coupe UEFA 2002-2003                                            | CS Grevenmacher          |
| Coupe Intertoto 2002                                            | Union Luxembourg         |
| Promotions et relégations                                       |                          |
| Promus en Division Nationale                                    | FC Wiltz 71              |
| Promus en Division Nationale                                    | Victoria Rosport         |
| Relégués en Promotion d'Honneur                                 | CS Hobscheid             |
| Relégués en Promotion d'Honneur                                 | Etzella Ettelbruck       |